# Rabarber
Rabarber (Rheum rhabarbarum) är en art i familjen slideväxter. Rabarber är en grönsak där bladskaften är ätliga. Vanligtvis äts rabarber som kokt till kräm, saft eller i paj. Rabarbern är mycket sur, så det krävs mycket socker vid tillagning, men dock ej nödvändigt. Den syrliga rabarbersmaken kommer från den för människan ogiftiga äppelsyran, som är flitigt förekommande i bladskaften. Rabarber innehåller oxalsyra, vilket i större mängder är giftigt och ställer till problem för njurarna. Bladen innehåller särskilt mycket oxalsyra, och äts inte. Genom växtförädling har man tagit fram sorter med lägre halter av oxalsyra. Småbarn eller personer med anlag för njursten skall undvika att äta rabarber.[källa behövs]

## Historik
Rabarber är en relativt ung kulturväxt. På 1600-talet odlades rabarber som medicinalväxt och först när sockret blev vanligt och billigt under 1700- och 1800-talen började man äta växten. Det var först på 1800-talet som rabarber beskrevs som föda. Det finns uppgifter från 1700-talet att man åt rabarberstjälkar tillsammans med lammkött och som vårprimör, råa med salt och peppar. Tidigare användes bladen i matlagning - stjälkarna kastades. Under andra världskriget avled fem personer i England efter att ha ätit både stjälkar och blad. Carl Fredrik Hoffberg beskrev 1792 att bladen åts stuvade och i soppor.

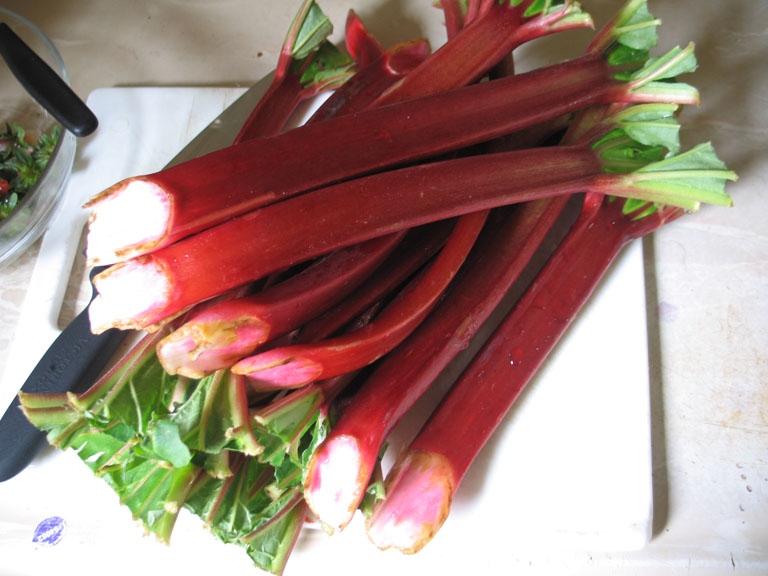
Rabarberstjälkar

Arten är ursprunglig i östra Sibirien, Mongoliet och nordöstra Kina. Odlad och förvildad på andra platser. De första odlingarna av rabarber i Sverige kan ha varit i Majorna "eftersom det säges, att rabarbern första gången i Sverige odlades på Kungsladugårds ägor." Denna uppgift går inte att hitta i historiska källor men Anders Retzius menade att det var affärsmannen John Nonnen som var först med att odla rabarber som köksväxt i Sverige vid 1800-talets början. Carl Fredrik Hoffberg beskriver att Peter Jonas Bergius importerade frön från Sibirien och planterade rabarber i Bergianska trädgården. Även en herr Hallén hade med framgång odlat rabarber i Tierps socken. Baron Ehrensvärd anlade omkring 1770 en rabarberplantering vid Södertuna, och beskrev 1791 i Vetenskapsakademiens handlingar hur rabarberrötter kunde torkas.

## Botanisk beskrivning
Det är en stor flerårig ört, 50–150 cm hög. Stjälkarna är kraftiga, ihåliga, kala eller håriga vid noderna. Bladstjälkarna på basalbladen är kraftiga, vanligen kortare än bladskivan, vanligen luden. Bladskivan är ljust grön, ibland mörkt purpurröd undertill, mörkt grön på ovansidan, triangulärt-äggrund med hjärtlik bas 12–40(–55) × 10–30(–60) cm, med krusiga eller vågiga kanter. Stjälkbladen är mindre. Blomställningarna är stora, nertill ledade. Blommorna är 2,5–4 mm i diameter, kalkblad sex, grönvita till gulvita. Frukten är en vingad nöt, 1,5–2 mm lång.
Vid Julita gård fanns tidigare en referenssamling av cirka 80 rabarbersorter. Inom programmet för odlad mångfald (Poms) Sparriupprop inventerades rabarber in och utvärderades i provodling. Det växtmaterial som valdes ut för bevarande finns idag vid Nationella genbanken vid SLU Alnarp. nationella genbankens samling av rabarber beskrev 2018 i boken "Kulturarvsväxter för framtidens mångfald".

## Olika arter av släktet  rabarber
- Rheum franzenbachii Münter
- Rheum ×cultorum Thorsrud & Reisaeter, 1948 nom. nud.
- Rheum franzenbachii var. mongolium Münter
- Rheum hybridum Murray, 1775
- Rheum undulatum Linnaeus
- Rheum undulatum var. longifolium C. Y. Cheng & T. C. Kao